# Ifri
Ifri (Latijnse naam: Africa) is een Berberse godin die oorspronkelijk werd vereerd door de Berbers in Noord-Afrika.
Het Berberse woord Ifri betekent grot. Grotten speelden een belangrijke rol in het leven van de Berbers. De namen van een aantal steden zijn afgeleid van het woord grot. Een voorbeeld hiervan is de Marokkaanse stad Ifrane. (Ifran is het meervoud van ifri). Iets dergelijks is ook het geval bij Tanger. Volgens de Berberse mythologie heeft Tanger zijn naam te danken aan de godin Tinga (ook Tindjis genoemd).
Archeologen stellen dat de godin Ifri op twee manieren werd vereerd, een openbare verering en private verering. Dat blijkt uit het feit dat er zowel kleine als grote beelden van Ifri zijn gevonden. De kleine waren geschikt voor private verering en de grote voor publieke verering.
De verering van de godin Ifri had veel invloed op de Berbers.
Volgens de historicus Balinous, die leefde in de 1e eeuw v.Chr., durfde niemand in Afrika iets te doen zonder eerst zijn plannen voor te leggen aan de godin Ifri. De historicus M. A'ashi, gespecialiseerd in archeologie en oude geschiedenis, concludeerde uit de uitspraken van Balinous, dat de verering van Ifri al langer bestond en dat ze in de eerste eeuw voor Christus een gevreesde godin werd in Noord-Afrika.
De godin Ifri werd voorgesteld als een vrouw met een pantser van het leer van de oren en slurf van olifanten. Uit de aanval van Hannibal valt ook op te merken dat de olifanten een onmisbaar wapen waren in de oorlog van de Noord-Afrikanen. De Berbers beschouwden de godin Ifri als hun beschermster; dit blijkt uit de wapenrusting. Daarnaast was ze de godin van de vruchtbaarheid die de Berbers van het nodige voedsel voorzag.
De beelden van de godin Ifri zijn ook te vinden op munten van Berberse koningen, als symbool de macht die de godin Ifri hun verleende.
Na de verovering van Noord-Afrika door de Romeinen werd de Ifri-verering overgenomen door de Romeinen en werd ze op de munten van de Romeinse provincie in Noord-Afrika afgebeeld. De Romeinen beschouwden haar als de beschermer voor hun leger tegen de Berbers en als symbool voor hun overwinningen tegen de Berbers.
Ook al zijn er meerdere verklaringen voor de naam Afrika, het is aannemelijk dat de naam van het continent Afrika is afgeleid van de godin Ifri. Het verschil in spelling kan verklaard worden als een schrijffout of door aanpassing aan het Latijn. Vast staat dat de Romeinen de godin Ifri Afrika genoemd hebben.
De naam Africa werd, naast de godin, aanvankelijk alleen gebruikt als naam voor de Punische stad Carthago.